# Voljavac
Voljavac (cyr. Вољавац) – wieś w Czarnogórze, w gminie Bijelo Polje. W 2011 roku liczyła 215 mieszkańców.